# Uveanci
Uveanci (Wallišani), polinezijski narod porijeklom s otoka Uvea, danas nastanjen na Novoj Kaledoniji (22,000), Wallisu i Futuni (9,600), Vanuatuu (1,000) i Fidžiju (800). Po dijalektu se Wallisiani razlikuju oni na Wallisu od novokaledonskih, a jezično su najsrodniji narodu Niuafoou s Tonge.

## Vanjske poveznice
- Wallisian